# Marija Milinković
Marija Ana Milinković (16 novembre 2004) è una calciatrice bosniaca, difensore  dell'Inter e della nazionale bosniaca.

## Carriera
Dopo aver iniziato nel SFK 2000, il 5 febbraio 2024 si trasferisce all'Inter. Il 16 marzo 2025 segna la sua prima rete in nerazzurro, nel pareggio per 3-3 del derby contro il Milan.

## Statistiche

### Presenze e reti nei club
Statistiche aggiornate al 10 maggio 2025.
| Stagione        | Squadra         | Campionato      | Campionato | Campionato | Coppe nazionali | Coppe nazionali | Coppe nazionali | Coppe internazionali | Coppe internazionali | Coppe internazionali | Altre coppe | Altre coppe | Altre coppe | Totale | Totale |
| Stagione        | Squadra         | Comp            | Pres       | Reti       | Comp            | Pres            | Reti            | Comp                 | Pres                 | Reti                 | Comp        | Pres        | Reti        | Pres   | Reti   |
| --------------- | --------------- | --------------- | ---------- | ---------- | --------------- | --------------- | --------------- | -------------------- | -------------------- | -------------------- | ----------- | ----------- | ----------- | ------ | ------ |
| 2020-2021       | SFK 2000        | PŽL             | ?          | ?          | CBE             | ?               | ?               | UWCL                 | 2                    | 1                    |             | -           | -           | 2+     | 1+     |
| 2021-2022       | SFK 2000        | PŽL             | ?          | ?          | CBE             | ?               | ?               | UWCL                 | 2                    | 0                    |             | -           | -           | 2+     | 0+     |
| 2022-2023       | SFK 2000        | PŽL             | ?          | ?          | CBE             | ?               | ?               | UWCL                 | 4                    | 1                    |             | -           | -           | 4+     | 1+     |
| lug.-dic. 2023  | SFK 2000        | PŽL             | ?          | ?          | CBE             | ?               | ?               | UWCL                 | 2                    | 0                    |             | -           | -           | 2+     | 0+     |
| Totale SFK 2000 | Totale SFK 2000 | Totale SFK 2000 | ?          | ?          | -               | ?               | ?               | -                    | 10                   | 2                    | -           | -           | -           | 10+    | 2+     |
| 2023-2024       | Inter           | A               | 11         | 0          | CI              | 1               | 0               | -                    | -                    | -                    | -           | -           | -           | 12     | 0      |
| 2024-2025       | Inter           | A               | 26         | 2          | CI              | 3               | 0               | -                    | -                    | -                    | -           | -           | -           | 29     | 2      |
| Totale Inter    | Totale Inter    | Totale Inter    | 37         | 2          | -               | 4               | 0               |                      | -                    | -                    |             | -           | -           | 41     | 2      |
| Totale carriera | Totale carriera | Totale carriera | 37+        | 2+         | -               | 4+              | 0+              | -                    | 10                   | 2                    | -           | -           | -           | 51+    | 4+     |

## Palmarès

### Club
- Campionato bosniaco femminile: 3

SFK 2000: 2020-2021, 2021-2022, 2022-2023